# Zwitserland op de Olympische Zomerspelen 1956
Zwitserland boycotte de Olympische Zomerspelen 1956 in Melbourne, Australië vanwege de inval door de Sovjet-Unie van Hongarije tijdens de Hongaarse Opstand. Het was echter wel aanwezig op de onderdelen paardensport die vijf maanden eerder werden gehouden in Stockholm, Zweden. In Zweden won Zwitserland een bronzen medaille.

## Medailles

### 3Brons
- Gottfried Trachsel (Kursus), Henri Chammartin (Woehler), Gustav Fischer (Vasello) - Paardensport - Dressuur, team

## Resultaten en deelnemers per onderdeel

### Paardensport
Dressuur
| Olympiër                                           | Paard     | Onderdeel   | Jury-scores | Jury-scores | Totaal      | Totaal |
| Olympiër                                           | Paard     | Onderdeel   | Score       | Plaats      | Totaalscore | Plaats |
| -------------------------------------------------- | --------- | ----------- | ----------- | ----------- | ----------- | ------ |
| Gottfried Trachsel                                 | Kursus    | Individueel | 166.0       | 6           | 807.00      | 6      |
| Henri Chammartin                                   | Wöhler    | Individueel | 179.0       | 2           | 789.00      | 8      |
| Gustav Fischer                                     | Vasello   | Individueel | 160.0       | 9           | 750.00      | 10     |
| Gottfried Trachsel Henri Chammartin Gustav Fischer | Zie boven | Team        |             |             | 2,346.00    | 3      |

Eventing
| Olympiër                                    | Paard     | Onderdeel   | Dressuur    | Dressuur | Cross-country | Cross-country | Cross-country | Springen    | Springen | Springen | Totaal      | Totaal |
| Olympiër                                    | Paard     | Onderdeel   | Dressuur    | Dressuur | Cross-country | Cross-country | Cross-country | Finale      | Finale   | Finale   | Totaal      | Totaal |
| Olympiër                                    | Paard     | Onderdeel   | Strafpunten | Plaats   | Strafpunten   | Totaal        | Plaats        | Strafpunten | Totaal   | Plaats   | Strafpunten | Plaats |
| ------------------------------------------- | --------- | ----------- | ----------- | -------- | ------------- | ------------- | ------------- | ----------- | -------- | -------- | ----------- | ------ |
| Emil-Otto Gmür                              | Romeo     | Individueel | 111.20      | 10       | 227.31        | 338.51        | 32            | 40.00       | 378.51   | 30       | 378.51      | 30     |
| Roland Perret                               | Erlfried  | Individueel | 105.60      | 5        | 259.58        | 365.18        | 34            | 40.00       | 405.18   | 31       | 405.18      | 31     |
| Samuel Köchlin                              | Goya      | Individueel | 150.00      | 40       | 407.21        | 557.21        | 39            | 20.00       | 577.21   | 33       | 577.21      | 33     |
| Emil-Otto Gmür Roland Perret Samuel Köchlin | Zie boven | Team        | 366.80      | 5        | 894.10        | 1,260.90      | 8             | 100.00      | 1,360.90 | 8        | 1,360.90    | 8      |

Springen
| Olympiër                                       | Paard     | Onderdeel   | Ronde 1     | Ronde 1 | Ronde 2     | Ronde 2 | Finale      | Finale |
| Olympiër                                       | Paard     | Onderdeel   | Strafpunten | Plaats  | Strafpunten | Plaats  | Strafpunten | Plaats |
| ---------------------------------------------- | --------- | ----------- | ----------- | ------- | ----------- | ------- | ----------- | ------ |
| William de Rham                                | Va Vite   | Individueel | 20.00       | 20      | 16.00       | 18      | 36.00       | 19     |
| Marc Büchler                                   | Duroc     | Individueel | 28.50       | 33      | 36.00       | 39      | 64.50       | 37     |
| Alexander Stoffel                              | Bricole   | Individueel | 27.00       | 30      | 32.00       | 33      | 59.00       | 34     |
| William de Rham Alexander Stoffel Marc Büchler | Zie boven | Team        | 75.50       | 8       | 84.00       | 9       | 159.50      | 9      |

Afghanistan · Argentinië · Australië · Bahama's · België · Bermuda · Birma · Brazilië · Brits-Guiana · Bulgarije · Cambodja* · Canada · Ceylon · Chili · Colombia · Cuba · Denemarken · Duits eenheidsteam · Egypte* · Ethiopië · Fiji · Filipijnen · Finland · Frankrijk · Griekenland · Groot-Brittannië · Hongarije · Hongkong · Ierland · IJsland · India · Indonesië · Iran · Israël · Italië · Jamaica · Japan · Joegoslavië · Kenia · Liberia · Luxemburg · Malakka · Mexico · Nederland* · Nieuw-Zeeland · Nigeria · Noord-Borneo · Noorwegen · Oeganda · Oostenrijk · Pakistan · Peru · Polen · Portugal · Puerto Rico · Roemenië · Singapore · Sovjet-Unie · Spanje* · Taiwan · Thailand · Trinidad en Tobago · Tsjecho-Slowakije · Turkije · Uruguay · Venezuela · Verenigde Staten · Vietnam · Zuid-Afrika · Zuid-Korea · Zweden · Zwitserland*

*alleen deelgenomen in Stockholm